# 以色列—委内瑞拉關係
以委关系是指以色列国与委内瑞拉玻利瓦尔共和国之间的外交关系。自2009年以来，两国没有正式关系，但自2019年总统危机以来，临时总统胡安·瓜伊多目前正在恢复两国外交关系。加拿大通过其驻加拉加斯大使馆在委内瑞拉给以色列提供领事保护，而西班牙通过其驻特拉维夫大使馆在以色列给委内瑞拉提供领事保护。
1949年，委内瑞拉投票支持以色列加入联合国，并与之建立了外交关系。
尽管两国之间的关系在传统上是牢固的，但在乌戈·查韦斯担任总统期间，由于查韦斯在2006年的黎巴嫩战争中支持穆斯林，以及部分由于查韦斯对伊朗的外交政策和以色列对伊朗的敌对，两国关系已经严重恶化。查韦斯还把自己置于反对美国外交政策的世界舞台上——但是美国和以色列是国防和国际关系的伙伴，特别是在中东问题上。在2008-2009年以色列-加沙冲突之后，委内瑞拉断绝了与以色列的所有外交关系，谴责以色列的行动。2009年4月27日，委内瑞拉外交部长(未来的总统)尼古拉斯·马杜罗在加拉加斯会见了巴勒斯坦民族权力机构外交部长里亚德·马利基，双方正式建立外交关系。

## 历史
1947年11月29日，委内瑞拉投票赞成联合国的巴勒斯坦分治计划，并随后与以色列建立了外交关系。
委内瑞拉在以色列的第一个代表Romulo Araujo博士于1959/60年抵达，住在耶路撒冷的大卫王酒店。